# Htin Kyaw
Htin Kyaw est un nom birman ; les principes des noms et prénoms ne s'appliquent pas ; U et Daw sont des titres de respect.
Htin Kyaw, né le 20 juillet 1946, à Kungyangon, est un homme d'État birman. Membre de la Ligue nationale pour la démocratie, il est président de la République du 30 mars 2016 au 21 mars 2018.

## Biographie

### Famille
Il est le fils du poète Min Thu Wun, élu député pour la Ligue nationale pour la démocratie (LND, socialiste) lors des élections législatives de 1990, invalidées par l'armée.

### Formation
Htin Kyan est diplômé en économie statistique de l'Institut d'Économie de Rangoon et de l'université d'Oxford. Il a été en 1968 professeur d'université,.

### Carrière politique
L'un des plus proches conseillers d'Aung San Suu Kyi, il est membre du comité exécutif de la fondation Daw Khin Kyi, association caritative pour l'accès de tous à l'éducation,.
Élu député pour la LND lors des élections législatives de 2015, il est nommé par le parti comme candidat au poste de président de la République. Aung San Suu Kyi, figure de la lutte pour la démocratie, ne peut se présenter à la présidence, étant la veuve et la mère de citoyens étrangers (britanniques), selon une disposition de la Constitution de 2008, qu'elle n'a pas réussi à faire invalider.

### Président de la République

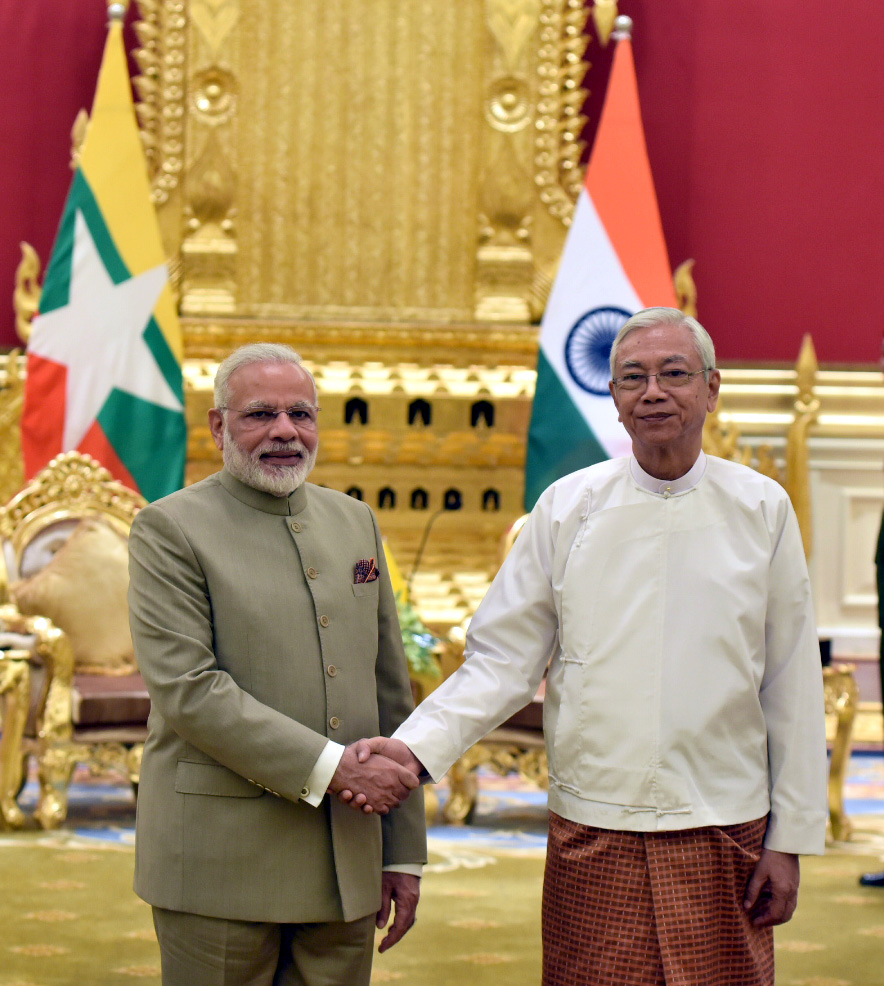
Le Premier ministre indien Narendra Modi et Htin Kyaw, 5 septembre 2017.

Le 15 mars 2016, Htin Kyaw est élu président de la République par le Parlement birman, recueillant 360 voix sur 652 députés. Il prête serment le 30 mars 2016 mais il doit démissionner le 21 mars 2018 avec effet immédiat, pour raisons de santé. Aucun chef de l'État birman n'avait été élu démocratiquement depuis 1957.